# Alclometasone
L'alclometasone è un corticosteroide sintetico per uso dermatologico topico, dotato di proprietà antinfiammatorie, antipruriginose e vasocostrittive.
Il profarmaco alclometasone dipropionato è stato originariamente commercializzato nei paesi anglofoni con il marchio Aclovate da GlaxoSmithKline come crema e unguento topico. Tuttavia, sono disponibili versioni generiche del farmaco.

## Usi medici
L'aclometasone è indicato per dermatosi sensibili ai corticosteroidi, tra cui:
- dermatite atopica
- eczema
- psoriasi
- dermatite allergica
- dermatite da contatto
- dermatite attinica
- allergia tipo bacio (ad es buccia della mela...)
- prurito della pelle

L'alclometasone può essere utilizzato anche sul viso; nei pazienti pediatrici di 1 anno o più e nei pazienti geriatrici.

## Controindicazioni
- ipersensibilità all'alclometasone o ad uno qualsiasi degli eccipienti
- tubercolosi cutanea
- varicella
- dermatite periorale
- acne
- acne rosacea
- ferite aperte
- ulcere trofiche
- infezione virale della pelle
- manifestazioni cutanee della sifilide

## Effetti collaterali
Le reazioni avverse (a volte, meno dell'1-2% dei casi) includono:
- bruciore
- prurito
- eritema
- arrossamento della pelle
- xerodermia
- irritazione della pelle
- acne
- ipopigmentazione
- follicolite
- atrofia
- ipertricosi
- reinfezione della pelle

## Farmacologia
L'alclometasone induce la produzione di lipocortine, formalmente note come annessine, che inibiscono la fosfolipasi A2, l'enzima responsabile della sintesi dell'acido arachidonico . Senza l'ossidazione dell'acido arachidonico, gli eicosanoidi, come prostaglandine, trombossani e leucotrieni, non possono essere prodotti.
L'alclometasone inibisce anche il rilascio di mediatori pro-infiammatori dai leucociti (p. es., citochine, istamina, leucotrieni, serotonina ).

## Formulazioni
L'alclometasone come Aclovate è fornito in:
- Crema 0,05%
- Unguento 0,05%